# Oliveira de Azeméis (freguesia)
Oliveira de Azeméis is een plaats (freguesia) in de Portugese gemeente Oliveira de Azeméis en telt 11.168 inwoners (2001).